# Soʻgʻdiyona Dżyzak
Soʻgʻdiyona Dżyzak (uzb. «Soʻgʻdiyona» (Jizzax) futbol klubi, ros. Футбольный клуб «Согдиана» Джизак, Futbolnyj Kłub "Sogdiana" Dżyzak) – uzbecki klub piłkarski z siedzibą w Dżyzaku.

## Historia
Chronologia nazw:
- 1970—1972: FK Dżyzak (ros. ФК «Джизак»)
- 1973—1975: Trud Dżyzak (ros. «Труд» Джизак)
- 1975—1976: FK Dżyzak (ros. ФК «Джизак»)
- 1976—1977: Irrigator Dżyzak (ros. «Ирригатор» Джизак)
- 1978—1981: Buston Dżyzak (ros. «Бустон» Джизак)
- 1982—1985: Zwiezda Dżyzak (ros. «Звезда» Джизак)
- 1986—1989: Jeszlik Dżyzak (ros. «Ешлик» Джизак)
- 1990—...: Sogdiana Dżyzak (ros. «Согдиана» Джизак)

Piłkarska drużyna FK Dżyzak została założona w mieście Dżyzak w 1970.
W 1970 zespół debiutował w Klasie B, strefie średnioazjatyckiej Mistrzostw ZSRR. Zajął ostatnie 17 miejsce i na dwa lata pożegnał się z rozgrywkami profesjonalnymi.
Dopiero w 1973 już jako Trud Dżyzak ponownie przystąpił do rozgrywek w Drugiej Lidze, strefie 6, w której występował do 1979. W 1976 zmienił nazwę na Irrigator Dżyzak, a w 1978 na Buston Dżyzak.
W 1979 zajął pierwsze miejsce w Drugiej Lidze, strefie 5 i awansował do Pierwszej Ligi, w której występował do 1985. Od 1982 klub nazywał się Zwiezda Dżyzak.
W 1980 startował w rozgrywkach Pucharu ZSRR.
W 1985 zajął ostatnie 22 miejsce w Pierwszej Lidze, grupie B i spadł pod nazwą Jeszlik Dżyzak do Drugiej Ligi, strefy 7, w której występował do 1991.
W 1990 przyjął nazwę Sogdiana Dżyzak.
W 1992 debiutował w Wyższej Lidze Uzbekistanu, w której występował do 2006. Po rocznej przerwie w 2008 powrócił do Oʻzbekiston PFL.

## Sukcesy
- 13 miejsce w Pierwszej Lidze ZSRR:

1984
- 1/16 finału Pucharu ZSRR:

1986
- Mistrz Uzbeckiej SRR:

1972
- 3 miejsce w Oʻzbekiston PFL:

1992

## Trenerzy
- 1973:  Nikołaj Miednych

...
- 1976:  Oleg Bugajew

...
- 07.1979–12.1979:  Viktor Borisov
- 1980–1981:  Ahrol Inoyatov
- 1982:  Aleksiej Mamykin
- 1983:  Wiktor Tichonow
- 1984–1985:  Giennadij Krasnicki
- 1986:  Siergiej Docenko
- 1987–10.1989:  Yuriy Xristoforidi
- 10.1989–12.1989:  Suyun Murtazaev
- 1990:  Siergiej Docenko
- 1991–1992: / Yuriy Xristoforidi
- 1993:  Viktor Borisov

...
- 1995–1996:  Baxtiyor Gafurov

...
- 2002:  Valeriy Vasilenko
- 2003:  Baxtiyor Gafurov
- 2004–19.04.2006:  Suyun Murtazaev
- 2007–2008:  Furqat Esanbaev

...
- 2010–2011:  Rauf Inileyev
- 2012–2013:  Davron Fayziev

...